# Římská republika
Římská republika (latinsky Res Publica Romana), případně psána jako Římská res publica podle latinského názvu, na mincích jen Roma, bylo období antického Říma mezi římským královstvím a císařstvím, kdy byl stát republikou a nikoli monarchií. Tradičně se datuje od roku 509 př. n. l., kdy byl vyhnán poslední pololegendární římský král Tarquinius Superbus, do roku 27 př. n. l., v němž se moci chopil Octavianus Augustus jako první císař. 
Během pěti století republiky se z lokálního apeninského etnika stali Římané hegemony Středomoří. V mnoha válkách mj. porazili Kartágo (punské války), podmanili si starověké Řeky, od nichž převzali mnoho pro svou kulturu, a ukončili třítisíciletou historii starověkého Egypta. V pozdním období se republika zmítala vnitřními krizemi, provázenými občanskými válkami a vzestupem vůdčích osobností. Moc imperátora Julia Caesara (zavražděn 44 př. n. l.) nabyla rysů autokracie, ale teprve po ovládnutí republiky jeho adoptivním synem Oktaviánem byla dokončena přeměna na impérium.

## Dějiny

### Vznik republiky, dobytí Apeninského poloostrova
Určit charakter římského státu a jeho vnitřní uspořádání je obtížné, poněvadž jeho vývoj trval staletí, během nichž docházelo k mnohým změnám. Polybios, řecký historik a učenec, popsal římskou republiku jako kombinaci monarchie (magistrátské úřady, úřad konzula a hlavně titul diktátora), aristokracie (římský senát a šlechta) a demokracie (lidová shromáždění). Vládu ve státě vykonávali dva každoročně volení konzulové, kteří disponovali nejvyšší výkonnou mocí, byli veliteli vojska a stáli na vrcholu soustavy magistrátských úřadů. Jejich volba náležela lidovému shromáždění. Římský senát, shromáždění urozených, hrál významnou roli, nicméně až do doby principátu nedisponoval zákonodárnou pravomocí. Moc senátu vycházela především z jeho autority. Vedle něho existovalo lidové shromáždění, které bylo rovněž důležité, neboť rozhodovalo o válce a míru, schvalovalo zákony a vykonávalo soudní moc. Ústřední místo římské republiky představovalo Forum Romanum, které sloužilo k politickým, náboženským i společenským schůzím a setkáním.

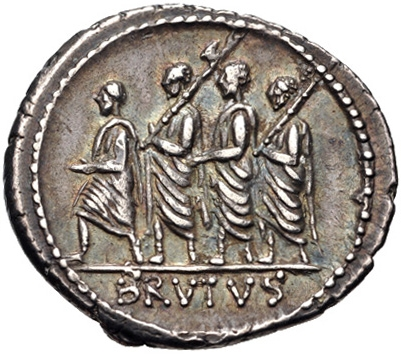
První konzul Brutus doprovázený dvěma liktory

V době na konci království a počátku republiky se utvořilo uspořádání římské společnosti, které pak v určité obměněné podobě přetrvalo po staletí. Na jejím vrcholu stály staré římské rody a majitelé půdy, patricijové, kteří byli politicky nejvlivnější. Největší část obyvatelstva se ale skládala z plebejů (pravděpodobně se jednalo o podrobené obyvatelstvo), kteří disponovali jen omezenými politickými právy a vůči patricijům vystupovali v postavení klientů. Klientelismus zavazoval patrona k zajištění ochrany klientovi a klienta ke službě a věrnosti patronovi. Nejnižší vrstvou na společenském žebříčku byli otroci, kteří byli považováni za pouhé věci a neměli žádná práva, třebaže mohli získat svobodu.
Za první pevný bod římských dějin je pokládán okamžik sepsání zákona dvanácti desek v roce 450 př. n. l. Tímto zákonem bylo poprvé písemně zachyceno zvykové právo, týkající se především oblasti občanského a trestního práva, stejně jako procesního řádu. Kodifikace měla zamezit svévoli patricijů, kteří měli tendenci interpretovat práva ke svému prospěchu. K nejvyšším úřadům ve státě, které svým nositelům zajišťovaly vážnost a autoritu (dignitas et auctoritas), měli zpočátku přístup pouze patricijové. Prakticky nepřetržitý válečný stav výrazně zatěžoval plebeje, kteří tvořili páteř vojska organizovaného na miličním principu. Nepoměr mezi rozsahem jejich povinností a sociálním statusem resp. reálným politickým vlivem vedl k třídnímu boji mezi plebeji a patriciji. Plebejové se nejprve zaměřili na požadavek zrovnoprávnění s patriciji a na právo spolupodílet se na závažných politických rozhodnutích. K prosazení svých cílů odešli z města a usadili se na svaté hoře (Mons Sacer), čímž znemožnili obranu Říma a přinutili patricije k ústupkům.
Tyto secese (secessio plebis) se v následujících staletích ještě několikrát opakovaly. Plebejové se tak postupem času domohli uznání úřadů tribunů lidu, legalizace manželství s patriciji a přístupu k výkonu magistratur (první plebej se stal konzulem v roce 366 př. n. l.). Tribuni lidu využívali ochrany nedotknutelnosti své osoby a stavěli se v případných konfliktech na stranu plebejů. Teprve v roce 287 př. n. l. (po poslední a zároveň jediné prokázané secesi) skončil boj mezi plebeji a patriciji vydáním zákona lex Hortensia, který propůjčoval usnesením lidu sílu zákona. Přesto se jen relativně malému počtu plebejských rodin podařilo dostat mezi římskou vládnoucí vrstvu. Výsledkem boje mezi těmito společenskými třídami byl tedy kompromis, který vedl k integraci relativně malého počtu plebejských rodin do aristokratické vládnoucí vrstvy, čímž vznikl nový typ aristokracie – nobilita.

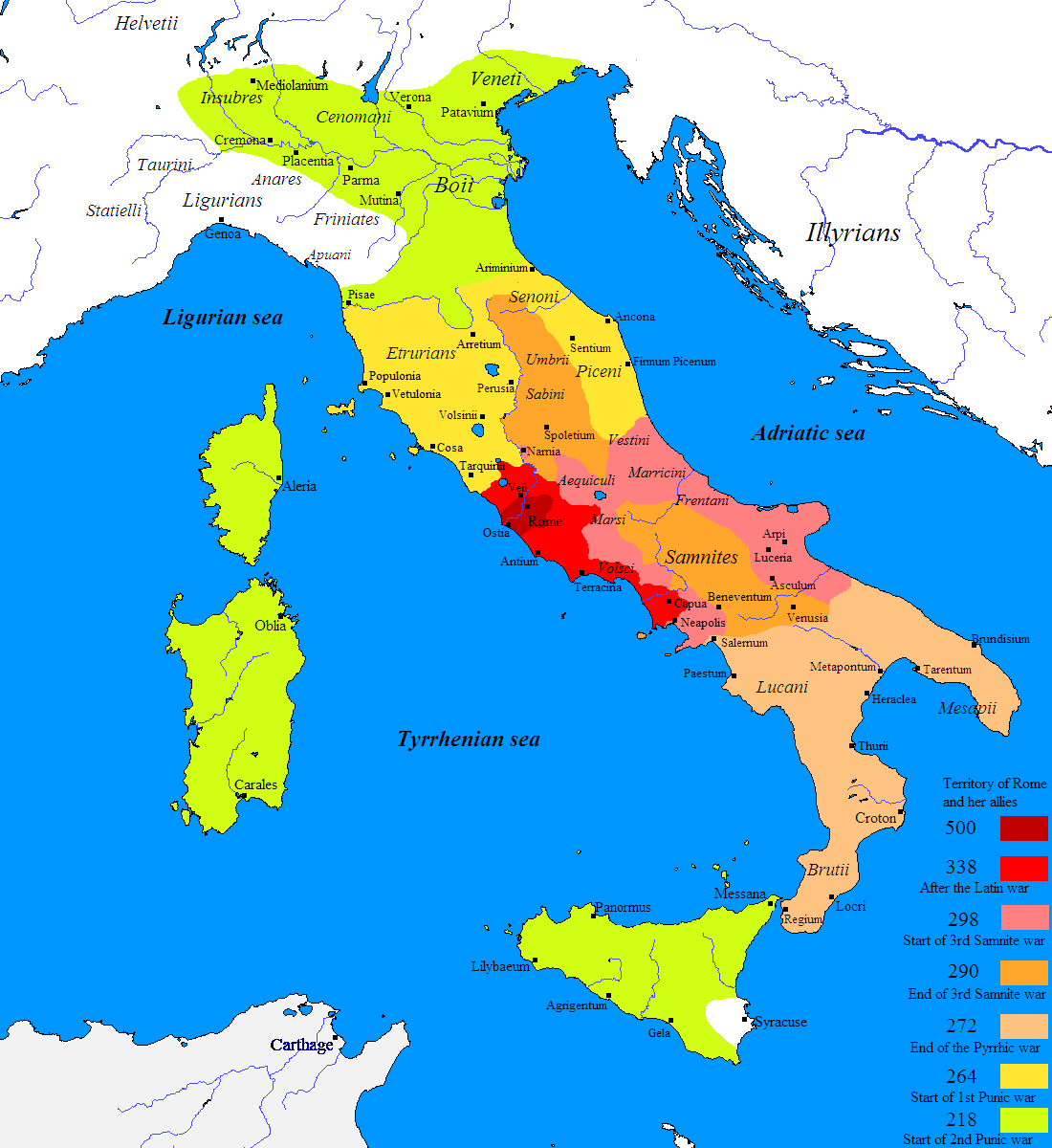
Římská expanze v Itálii

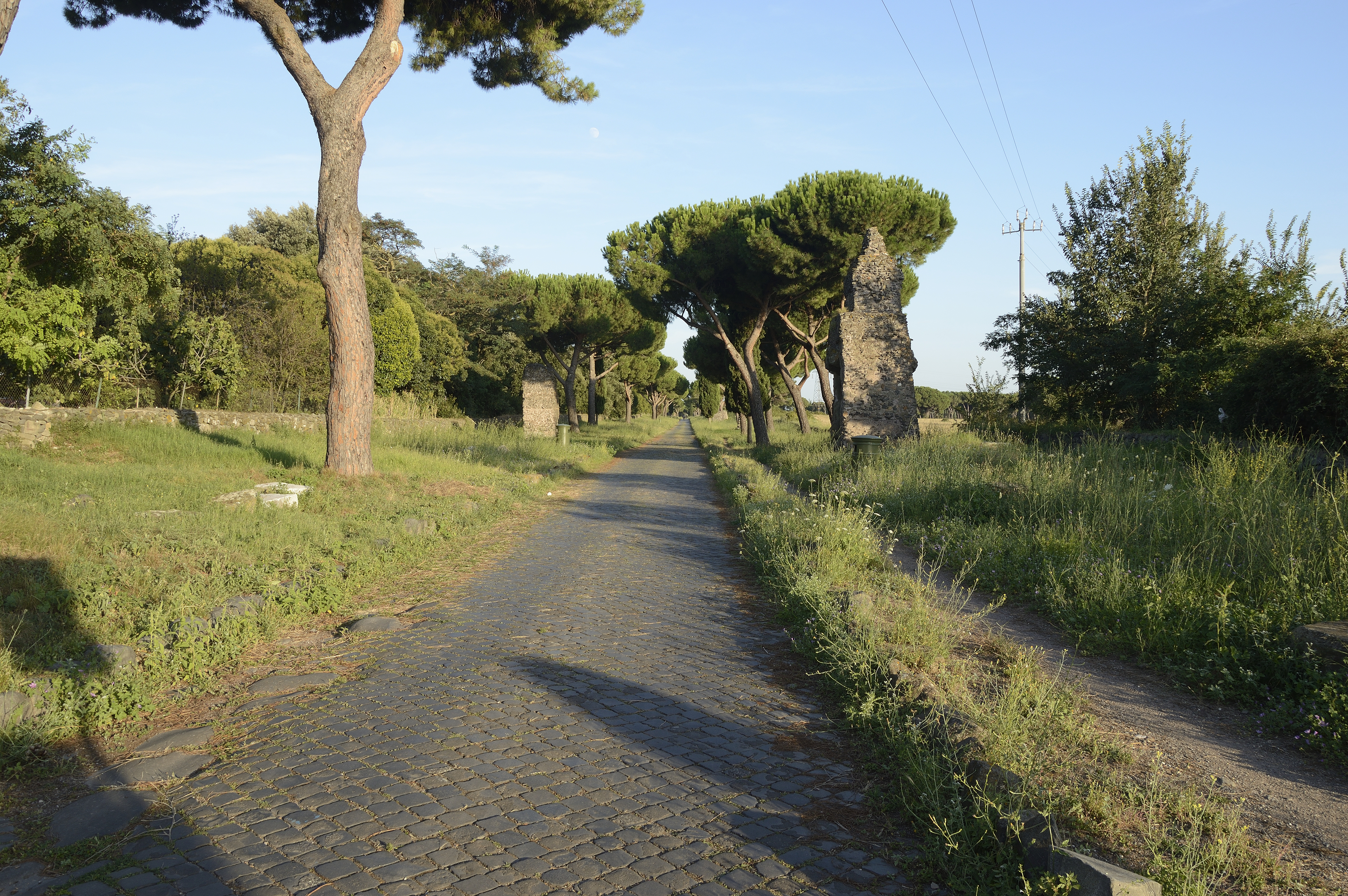
Via Appia (Appiova cesta), silnice spojující Řím s Brundisiem v jižní Itálii.

V 5. století př. n. l. vedl Řím četné války jak se svými latinskými sousedy, kteří nakonec v roce 493 př. n. l. uznali jeho výsadní postavení a ve spojení s městem na Tibeře hledali ochranu před vnějším ohrožením, tak s horskými italickými kmeny, jako byli třeba Aequové či Volskové. V roce 396 př. n. l. Římané v čele s diktátorem Marcem Furiem Camillem po téměř desetiletém boji zničili svého mocného soupeře – etruské město Veje. Tato událost se stala prvním krokem na cestě k římské hegemonii v celé Itálii. Po porážce v bitvě u řeky Allie byl přesto Řím dobyt a vydrancován Galy vedenými náčelníkem Brennem (387 př. n. l.). Pouze Kapitol se svým opevněním dokázal odolat jejich útoku. Brennus a jeho Galové sice po zaplacení výkupného z města odtáhli („Vae Victis!“). Nicméně v následujících letech pokračovali v opětovných vpádech do střední Itálie a ohrožovali tak Římany, kteří proto vybudovali tzv. Serviovy hradby. Porážka Říma oslabila jeho postavení mezi ostatními italickými kmeny. Příští půlstoletí se tudíž vyznačovalo neustálými boji s Galy a také spory s latinskými spojenci. Následovala první samnitská válka (343–341 př. n. l.) a druhá latinská válka (340–338 př. n. l.), po jejímž skončení byl latinský spolek rozpuštěn a většina Latinů obdržela římské občanství. Na přelomu 4. a 3. století př. n. l. Římané v dalších dvou válkách definitivně srazili Samnity, čímž si tyto vnitrozemské kmeny Itálie definitivně podrobili.
Tajemství relativně rychlého římského rozmachu spočívalo v uzavírání spojenectví s kdysi mocnými, avšak nakonec poraženými nepřáteli, kteří se následně stali loajálními římskými spojenci. Podmaněnou Itálii pokryli Římané sítí silnic, systémem předpolí a hlásek a na strategicky významných místech byly zakládány latinské kolonie, což jim zajistilo upevnění kontroly nad dobytým územím a utužení spojenectví s italskými kmeny. Z tohoto období svých dějin vyšel Řím jako pevný státní útvar s mocnou armádou a značnými předpoklady k dalšímu růstu. Tím byly položeny základy k jeho budoucímu územnímu rozmachu.

### Pyrrhos, punské války – Hannibalova invaze do Itálie

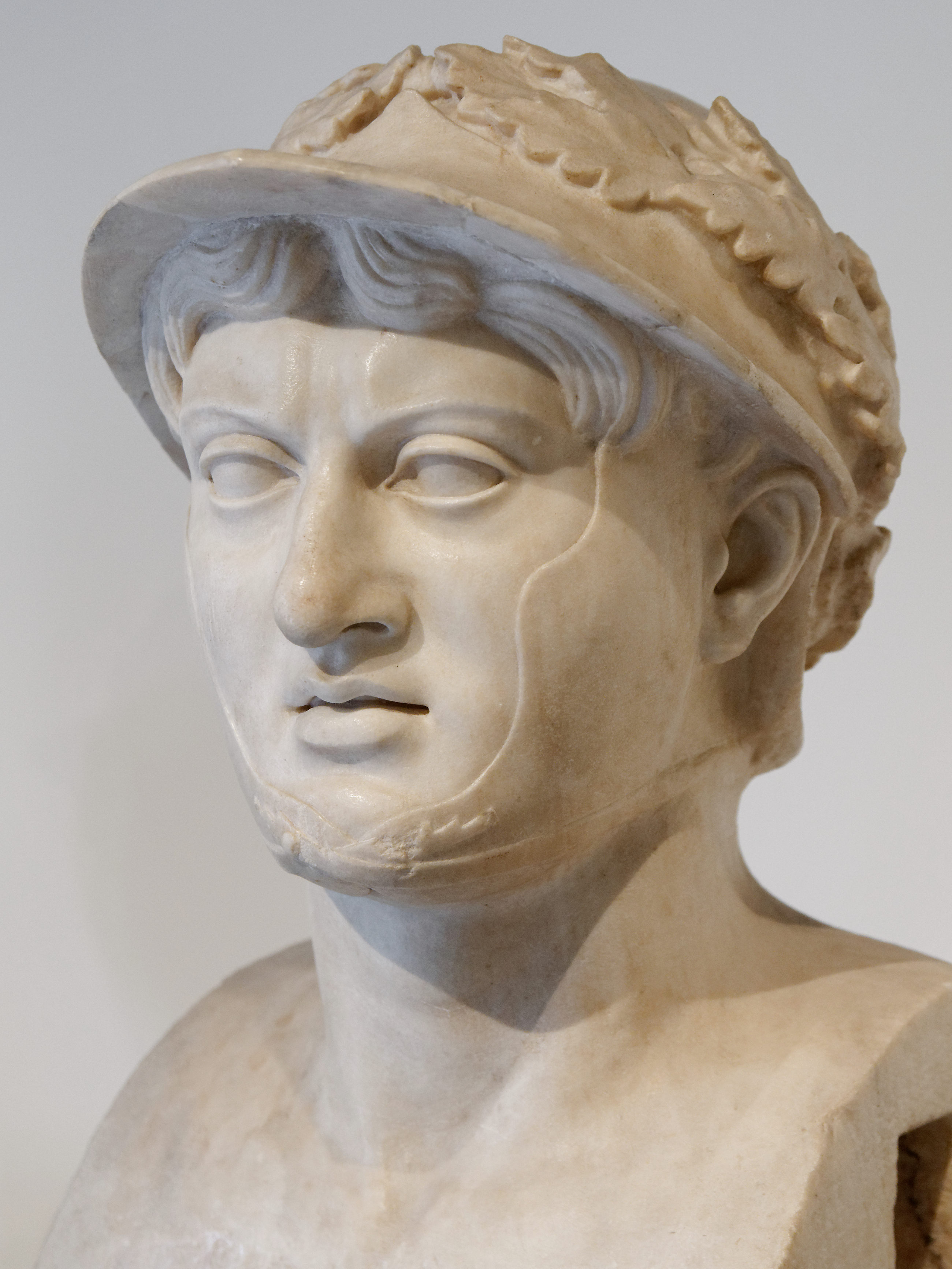
Pyrrhos

Ve třetí samnitské válce (298–290 př. n. l.) Římané zdolali hrozivou koalici Samnitů, Lukánů, Sabinů, Umbrů, Galů a Etrusků. To jim umožnilo získat kontrolu nad celou Itálií. V roce 282 př. n. l. se Řím zapletl do soupeření řeckých obcí v oblasti zvané Magna Graecia, když podporoval města Thúrie a Rhégion proti zdejšímu nejmocnějšímu městu, Tarentu. Tarenťané se v boji proti Římanům spojili s épeirským králem, Pyrrhem, který se v roce 280 př. n. l. vylodil v Itálii a postavil se do čela protiřímské aliance tvořené kromě místních Řeků také Lukány, Brutijci a Samnity. Navzdory opakovaným porážkám se římský politický a spojenecký systém ukázal být dostatečně odolný. Římané, místo aby přijali Pyrrhem nabízené mírové podmínky, pokračovali tvrdohlavě ve válce a znemožnili tak Épeirotům využít jejich příslovečně draze vykoupená „Pyrrhova vítězství“. Pyrrhovo postavení v Itálii se nakonec stalo neudržitelným. Poté, co po porážce v bitvě u Beneventa v roce 275 př. n. l. odplul zpět do Řecka, dobyli Římané všechna řecká města včetně Tarentu.
Válka s Pyrrhem byla jakousi předzvěstí dalších, mnohem náročnějších bojů, které měly brzy následovat. Růst římské moci na italském poloostrově vedl nevyhnutelně ke konfliktům s jinou velkou mocností západního Středomoří – s Kartágem – které sledovalo vlastní dalekosáhlé politické a obchodní zájmy. Předmětem sporu se stala Sicílie, kde se stále více střetával vliv obou států. Díky fénické kolonizaci získala západní a severozápadní část ostrova punský charakter a byla pevnou součástí kartaginské námořní říše. Na východě a jihu se od 8. století př. n. l. usazovali Řekové. Zdejší nejmocnější řecké město, Syrakusy, bylo s Kartaginci v trvalém konfliktu.

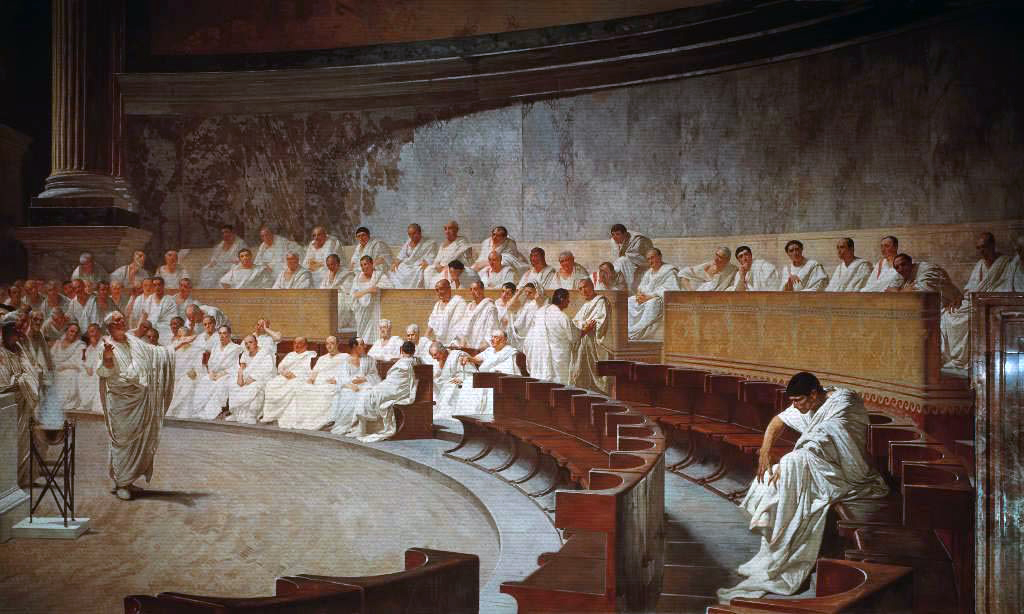
Zasedání senátu (obraz z 19. století)

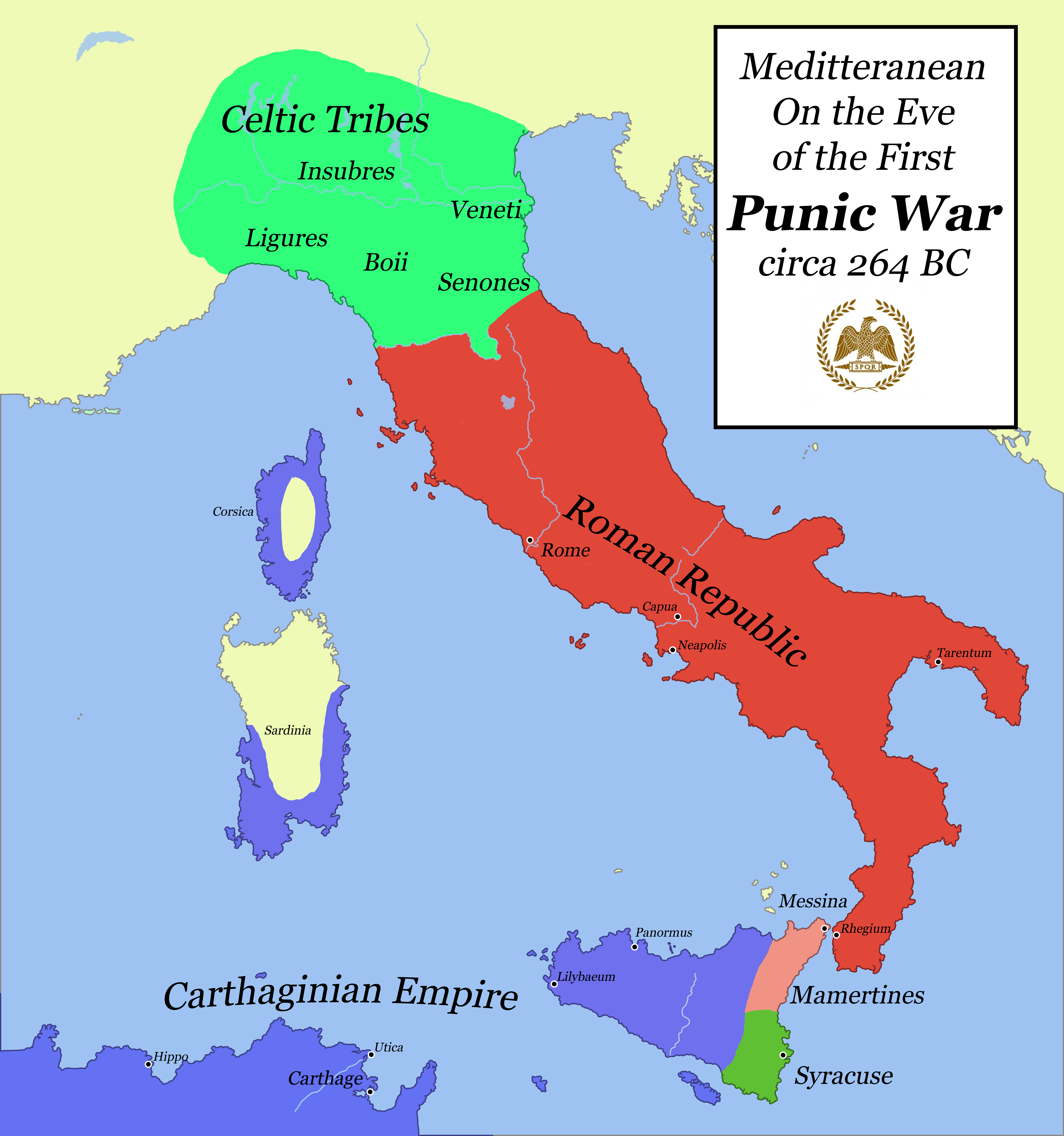
Republika před první punskou válkou

Po incidentu v Messaně a následném římském zásahu se rovnováha sil na Sicílii vychýlila ve prospěch Římanů, což vyprovokovalo punskou flotilu k útoku na italské pobřeží. Původně nepatrný, lokální spor tak v roce 264 př. n. l. přerostl v rozhořčený válečný konflikt mezi oběma mocnostmi – v první punskou válku (264–241 př. n. l.). Na souši sice Římané sklízeli jeden úspěch za druhým, avšak na moři byli proti Kartágu bezmocní. Aby narušili kartaginskou námořní dominanci, vybudovali vlastní flotilu. Po několika porážkách a zvratech v průběhu války se Římané nakonec pevně usadili na Sicílii a rozdrtili kartaginskou flotilu v námořní bitvě u Aegatských ostrovů v roce 241 př. n. l.
Po této porážce Kartaginci požádali o mír. V mírově smlouvě s Římem ztratilo Kartágo Sicílii a zavázalo se k placení vysokých reparací. Kvůli tomu se mu nedostávalo peněz k vyplacení žoldnéřské armády a během její následné vzpoury se Římané zmocnili také Sardinie. Kartágo se však přesto velice rychle znovu postavilo na nohy, k čemuž mu dopomohl vojevůdce Hamilkar Barkas a jeho nástupci z rodu Barkovců. Aby vykompenzovali ztráty Kartága v první punské válce, zaměřili své úsilí do Hispánie a během několika málo let zde zřídili novou punskou koloniální říši. Římané se jejich výboje pokusili omezit: v roce 226 př. n. l. musel Hasdrubal Sličný, Hamilkarův zeť, uznat řeku Ebro za hranici římské sféry vlivu. Římané v této době zůstávali taktéž aktivní. Nejdříve v bitvě u Telamonu odrazili ohromný vpád Galů do Etrurie a následně si podrobili celou Předalpskou Galii (dnešní severní Itálie). Po porážce ilyrských pirátů rovněž posílili své pozice na východním břehu Jaderského moře.

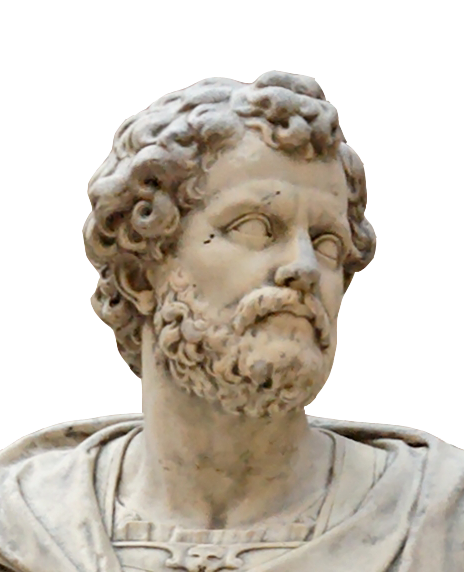
Hannibal Barkas

Když Hamilkarův syn Hannibal napadl v roce 219 př. n. l. město Saguntum, které sice bylo římským spojencem, ale leželo jižně od řeky Ebro, žádali Římané Hannibalovo vydání. Po zamítavé reakci z Kartága vypukla mezi Římany a Kartaginci druhá punská válka (218–201 př. n. l.). Hannibal podnikl namáhavou a strastiplnou cestu Hispánií a jižní Galií a po překročení Alp vpadl se svým vojskem do Itálie. Po sérii několika geniálních vítězstvích nad Římany, v bitvě u Trasimenského jezera a především v bitvě u Kann v roce 216 př. n. l. (jednalo se o nejtěžší porážku v římských dějinách vůbec), přivedl Hannibal Řím na pokraj záhuby. V tomto osudovém momentě se však opět osvědčila vnitřní semknutost římské společnosti a nezdolnost římského spojeneckého systému, takže i přes svá vítězství zůstal Hannibal v Itálii víceméně izolován. Římská protiofenziva přivedla válku na Sicílii a do punské Hispánie. Římský vojevůdce Scipio Africanus, který dobyl na Kartagincích Hispánii, se v roce 204 př. n. l. přesunul do severní Afriky a v roce 202 př. n. l. porazil Hannibala v rozhodující bitvě u Zamy.
Kartágo se muselo vzdát veškerých svých mimoafrických území, rozpustit svoji flotilu a bylo nuceno vyplatit Římanům ohromné válečné kontribuce, čímž byla definitivně zlomena jeho moc. V zahraniční politice se stalo zcela závislým na vůli Římanů. Přesto si zachovalo významné obchodní postavení. Řím se po svém vítězství v druhé punské válce stal přední mocností západního Středomoří. Stejně jako Sicílie a Sardinie se rovněž Hispánie stala římskou provincií.

### Expanze ve východním Středomoří
Bezprostředně po vítězství nad Kartágem se římská politika zaměřila na východ. Seleukovský král Antiochos III. a makedonský král Filip V. využili vnitřní nestability ptolemaiovské říše a rozdělili si její území v Malé Asii. Helénistické státy, Pergamon a Rhodos, ohrožené touto aliancí se v roce 201 př. n. l. obrátily na Řím se žádostí o pomoc. S Filipem V., který se během druhé punské války spojil s Hannibalem, se Římané střetli již v nerozhodné první makedonské válce. Senát se tudíž ochotně chopil této záminky k boji, čímž byla zahájena druhá makedonská válka. Konflikt skončil v roce 197 př. n. l. římským vítězstvím v bitvě u Kynoskefal, které definitivně pohřbilo makedonskou hegemonii v Řecku. Na isthmických hrách v Korintu v roce 196 př. n. l. tak mohl Titus Quinctius Flamininus slavnostně vyhlásit svobodu Helénů.
K dalšímu angažování ve východních záležitostech přiměla Římany expanze ambiciózního seleukovského krále Antiocha III. v Malé Asii a v Řecku, s nímž v letech 192–188 př. n. l. vedli boj. Po římském vítězství v bitvě u Magnésie se Antiochos musel vzdát většiny svých území v Malé Asii. Tím se Římu podařilo neutralizovat všechny své potenciální soupeře a stal se tak nejmocnějším státem rovněž ve východním Středomoří. Poslední pokus o obnovení makedonské převahy v Řecku byl potlačen po vítězství Lucia Aemilia Paulla nad králem Perseem v bitvě u Pydny v roce 168 př. n. l. v průběhu třetí makedonské války. Makedonské království bylo následně rozděleno do čtyř států. Ve stejném roce byl římskou diplomacií odkázán do příslušných mezí také seleukovský král Antiochos IV. Epifanés, který se pokusil zmocnit Egypta.

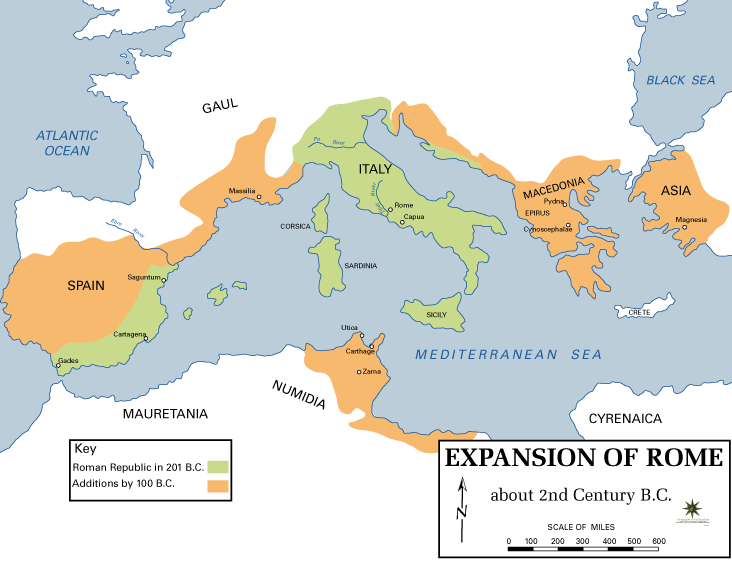
Expanze římské republiky ve 2. století př. n. l.

V roce 148 př. n. l. byla Makedonie po poslední protiřímské vzpouře přeměněna v římskou provincii. Konflikt s numidským králem Massinissou, který byl spojencem Říma a svévolně napadal kartaginské území, vehnal Kartágo do třetí punské války. Na jejím konci byla punská metropole zničena a prokleta Římany, jimž velel Scipio Aemilianus, adoptivní vnuk přemožitele Hannibala. Dobytá území byla přeměněna v provincii Afriku. V roce 146 př. n. l. vzala po porážce achajského spolku za své i nezávislost Helénů. Stejný osud jako Kartágo postihl i Korint. Město bylo zničeno, jeho obyvatelé prodáni do otroctví a elity deportovány do Říma. V roce 133 př. n. l. se stal Pergamon na základě závěti posledního pergamského krále římským majetkem a následně byl přeměněn v provincii Asii.
V nových provinciích, především v bohatých východních zemích, byly v této době vybírány daně prostřednictvím soukromých výběrčích z řad římských jezdců (equites) a patricijů. Tito výběrčí si mohli vybrané daně ponechat a státu za to odváděli určitou fixní částku. Bylo běžné, že částky vybrané na daních byly mnohem vyšší než odvod státu. Výkon funkce státu se tak stal soukromou záležitostí a systém vedl k drancování posvěcenému zákonem. Důsledkem potom byla nespokojenost a povstání obyvatelstva. Římská vítězství byla skutečně velkolepá, uvnitř římského státu však docházelo k pozvolnému rozkladu republikánských hodnot a uspořádání.

### Krize republiky, bratři Gracchové
Vnitropoliticky provázelo římský mocenský vzrůst pokračující utváření nobility. Nejmocnější aristokratické rody, jejichž příslušníci se vyznamenávali ve válkách, získaly faktický monopol v přístupu k magistraturám a tím i do senátu, který se stále více stával rozhodujícím orgánem. Prestiž lidového shromáždění naopak upadala. Nadále sice schvalovalo zákony, avšak nedisponovalo zákonodárnou iniciativou.

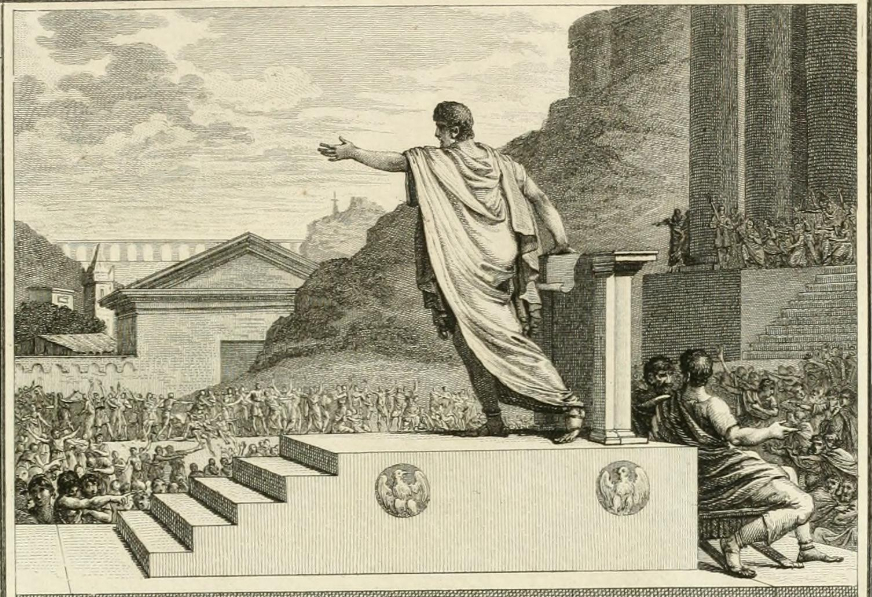
Gaius Gracchus byl na plebejském sněmu zvolen tribunem lidu

Republika se v druhé polovině 2. století př. n. l. díky svému územnímu rozmachu, jakkoliv se to může zdát paradoxní, dostala do vnitropolitické krize, která měla vyústit v období občanských válek a nakonec v zánik dosavadní státní formy. Důvodem byla hluboká sociální polarizace římské společnosti a volání po reformách, především v agrární oblasti. Jedním z důsledků římských vojensko-politických úspěchů byl příliv ohromného množství bohatství a otroků. Drobní rolníci a řemeslníci plebejského původu byli nuceni k časté a dlouhé nepřítomnosti ve válkách mimo Itálii, což ztěžovalo údržbu jejich hospodářství. Naproti tomu velcí majitelé půdy zvětšovali svůj majetek koupí nevýdělečných usedlostí nebo často i násilným vyháněním jejich vlastníků. Koncentrace velkostatků (latifundia) a masivní přechod k využívání otrocké pracovní síly v zemědělství a ve výrobě stupňovaly tlak na drobné rolníky, kteří tvořili páteř občanského miličního vojska. Vykořenění rolníci odcházeli do měst, kde zastávali příležitostné práce, čímž narůstala masa nemajetných. Klesající počet rolníků vedl zároveň i k oslabování bojeschopnosti římského vojska, které bylo v této době tvořeno pouze držiteli půdy. Rozmach Říma tudíž přivodil zánik těch vrstev římské společnosti, které na něm měly hlavní zásluhu. Zchudnutí širokých vrstev obyvatelstva vedlo k vylidnění venkova a k rostoucí nespokojenosti lidu.

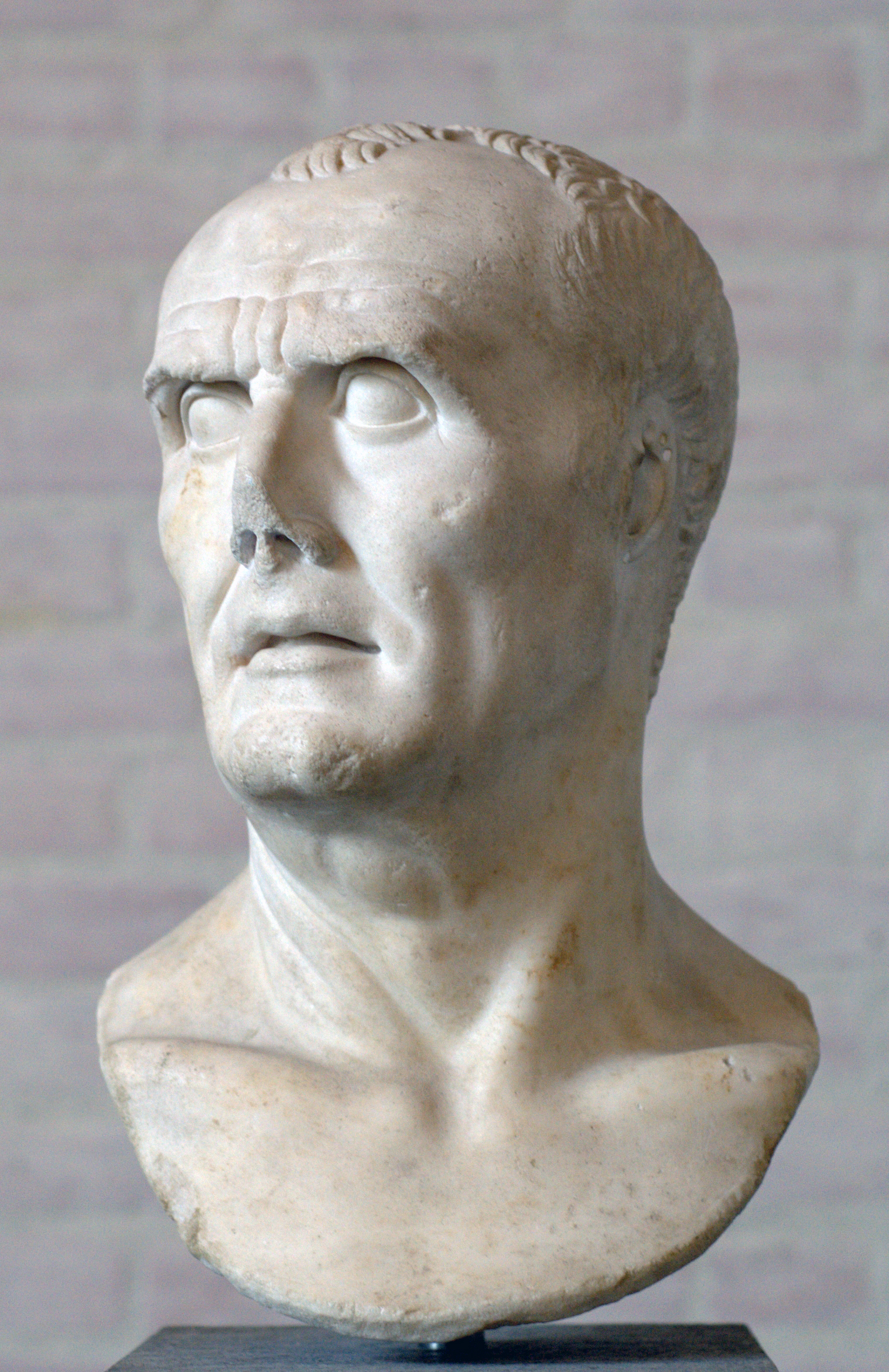
Gaius Marius

Vzrůstající sociální napětí ještě více vygradovalo, když se v roce 133 př. n. l. tribun lidu Tiberius Gracchus pokusil prosadit pozemkový zákon, kterým měly být velkostatky omezeny a takto získaná půda rozdělena potřebným. Důvodem tohoto reformního úsilí byl kritický nedostatek rekrutů při odvodech do legií. Urputný odpor většiny senátorů, kteří přinutili Gracchova kolegu vetovat jeho návrh, se Gracchus pokusil zrušit tím, že prohlásil svého kolegu za sesazeného. Když se však ucházel o úřad tribuna lidu na další rok, byl zavražděn (133 př. n. l.). Jeho bratr Gaius Gracchus se o deset let později pokusil pokračovat v bratrově reformním úsilí. Svých cílů chtěl dosáhnout podporou jezdců (po senátorech druhé nejbohatší třídy) a slibem římského občanství spojencům. Nicméně i Gaius zemřel stejně jako jeho bratr násilnou smrtí (121 př. n. l.).
Vítězství senátní většiny (optimates) nad lidovou stranou (populares) republice přesto uklidnění nepřineslo. Krize státu se naopak stále prohlubovala. Pouliční boje a politické vraždy byly na denním pořádku. Římem otřásala povstání otroků (především Spartakovo povstání v letech 73–71 př. n. l.), vpád Kimbrů a Teutonů (113–101 př. n. l.) a další namáhavé konflikty na hranicích říše (válka s Jugurthou). Výrazného úspěchu v řešení uvedených problémů dosáhl Gaius Marius, který díky své reformě vojska porazil nejprve Jugurthu a posléze také germánské Teutony a Kimbry. Mariova reforma armády však byla odlišná od toho, co prosazovali bratři Gracchové. V armádě nyní mohli sloužit i bezzemci (capite censi), kteří byli později jako veteráni odměňováni přidělením půdy. Tak vznikl mezi vojevůdcem a jeho vojáky úzký vztah. Od tohoto okamžiku už vojáci nepociťovali loajalitu vůči státu, ale spíše vůči tomu, kdo jim zajišťoval půdu. Tím byly vytvářeny předpoklady k pozdějšímu propuknutí občanských válek.

### Občanské války

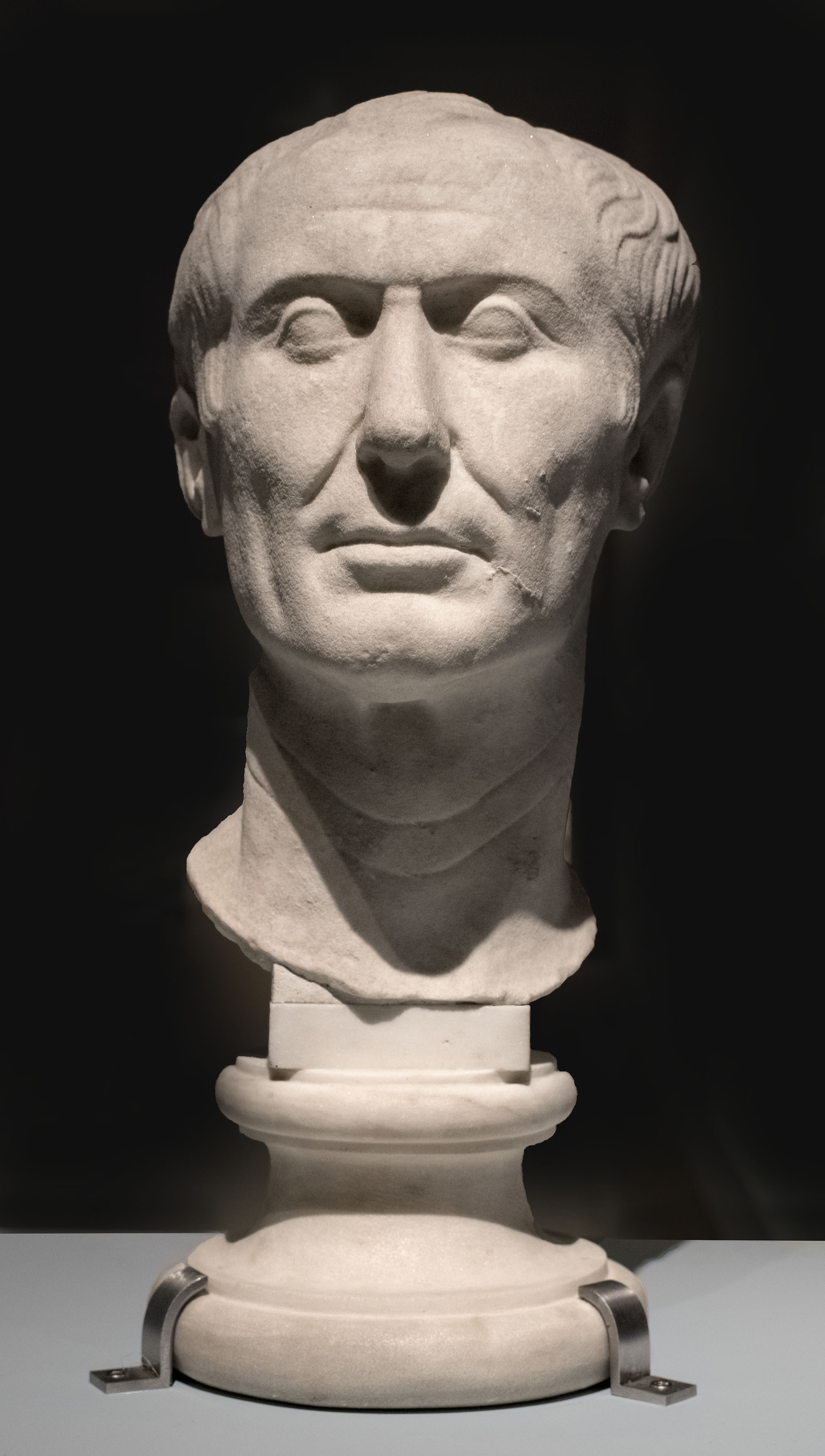
Gaius Julius Caesar

Kromě sporů uvnitř římské společnosti docházelo na přelomu 2. a 1. století př. n. l. rovněž ke konfliktům s italskými spojenci žádajícími zrovnoprávnění s Římany. V letech 91–88 př. n. l. probíhala tzv. spojenecká válka. Italové v ní byli sice poraženi, avšak většině z nich bylo brzy uděleno římské občanství. Sotva skončila spojenecká válka, hrozilo Římu nové nebezpečí na východě. V roce 88 př. n. l. bylo v Malé Asii povražděno několik desítek tisíc římských a italských kolonistů. Původcem tohoto činu byl pontský král Mithridatés VI., který se brzy nato zmocnil provincie Asie a dokonce se vylodil v Řecku, kde se na jeho stranu přidaly Athény. Populárové chtěli vedení války svěřit Mariovi. To přimělo vůdce optimátů, Lucia Cornelia Sullu, který se vyznamenal ve spojenecké válce, k postupu na Řím. Vzájemná rivalita mezi oběma stranami získala nyní podobu vojenského konfliktu – občanské války.
Když se Sulla po vítězství nad populáry vypravil proti Mithridatovi, převzali moc v Římě opět populárové, kteří optimátům připravili krvavou pomstu a Sullu prohlásili za nepřítele státu. Sulla však nekapituloval a po svém vítězném návratu z východu populáry přemohl a znovu ovládl Řím, načež byl jmenován diktátorem. Své politické odpůrce nechal zmasakrovat po vydání proskripcí – seznamu občanů, které bylo možné beztrestně zabít. Senát získal vedoucí úlohu ve státě a počet jeho členů byl téměř zdvojnásoben přijetím nejvýznačnějších jezdců. Sulla se ale své funkce záhy vzdal a zcela ustoupil z veřejného života, čímž uvolnil cestu dvěma jiným ambiciózním jedincům: bohatému patricijovi Marcu Liciniu Crassovi a úspěšnému vojevůdci Gnaeu Pompeiovi Magnovi. Druhý jmenovaný definitivně porazil Mithridata a reorganizoval poměry na Východě (vznik provincie Sýrie). Pouze slabá říše Ptolemaiovců v Egyptě, která se ale stala římským protektorátem, si zachovala nezávislost. Poté, co Cicero zdolal Catilinovo spiknutí, se Pompeius spojil s Crassem a ctižádostivým Gaiem Juliem Caesarem.

Mapa galských válek

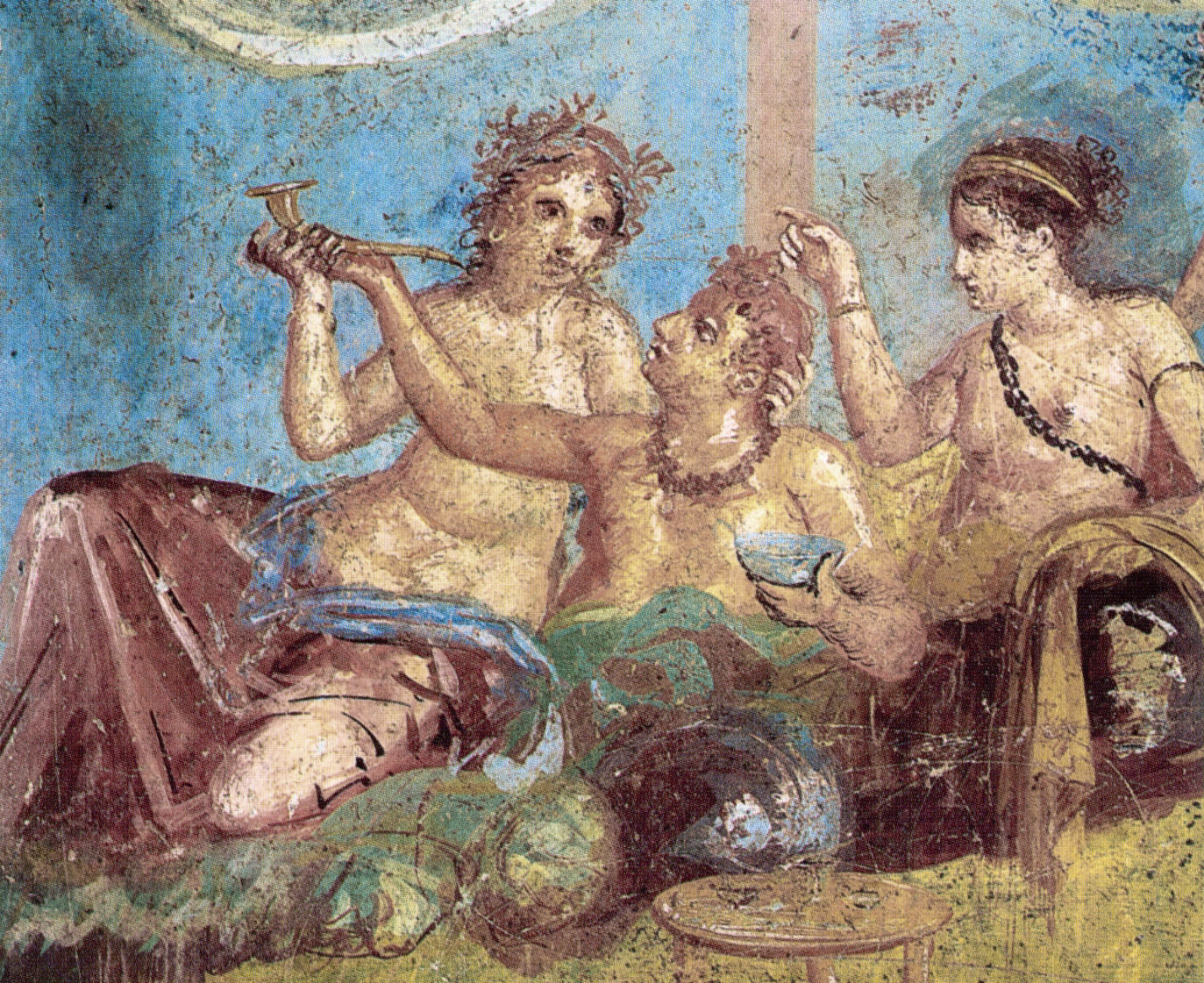
Freska z Pompejí zobrazuje banket

Tito tři muži uzavřeli v roce 60 př. n. l. neformální spojenectví k prosazení vlastních zájmů nazývané první triumvirát. Caesar se s pomocí ostatních triumvirů stal v roce 59 př. n. l. konzulem a zabezpečil si velení v Galii. Tuto ohromnou a lidnatou zemi si pak v několika málo letech úplně podrobil (galské války), přičemž obratně využil vnitřní rivality mezi jednotlivými místními kmeny. Když Crassus padl v roce 53 př. n. l. v bitvě u Karrh během tažení proti Parthům, nepřátelství mezi Caesarem a Pompeiem, který měl podporu senátu, vypuklo otevřeně. Caesar, kterému v případě jeho návratu do Itálie hrozil politický proces, překročil v roce 49 př. n. l. se svými vojáky pohraniční řeku Rubikon, čímž započala další fáze občanských válek. V roce 48 př. n. l. dosáhl nad Pompeiem rozhodného vítězství v bitvě u Farsálu. Pompeius nato uprchl do Egypta, kde byl ale na popud egyptského krále zákeřně zavražděn. Do roku 45 př. n. l. získal Caesar vládu nad celým římským státem. Caesarův pokus o institucionální zakotvení své samovlády však neuspěl. Krátce po svém jmenování doživotním diktátorem padl o březnových idách roku 44 př. n. l. za oběť republikánskému spiknutí v senátu vedenému Brutem a Cassiem.
Občanská válka vzplanula téměř okamžitě nanovo. Marcus Antonius a Caesarův synovec a adoptivní syn, Gaius Octavius (Octavianus), se v roce 43 př. n. l. spojili a s Aemiliem Lepidem utvořili druhý triumvirát namířený proti stoupencům republiky a Caesarovým vrahům. Po vítězství nad republikány v bitvě u Filipp v roce 42 př. n. l. si rozdělili vládu nad říší. Octavianus obdržel západní provincie, zatímco Antonius se odebral na východ, kde se sblížil s Caesarovou milenkou, egyptskou královnou Kleopatrou. Vzájemné rozpory oba triumviry ale brzy postavily proti sobě. V roce 31 př. n. l. zvítězil Octavianus nad Marcem Antoniem v námořní bitvě u Actia. Nedlouho poté spáchali Marcus Antonius a Kleopatra sebevraždu. Tím skončilo období občanských válek a zároveň byla pohřbena i římská republika. V roce 27 př. n. l. se Octavianus na oko vzdal veškerých svých mimořádných pravomocí a vyhlásil obnovu republikánské ústavy.

#### Klasická
- APPIÁNOS, Krize římské republiky, Praha, Svoboda, 1989. ISBN 80-205-0060-X
- LIVIUS, Titus, Dějiny I-VII, Praha, Svoboda, 1979
- AMMIANUS, Marcellinus, Soumrak římské říše, Praha, Odeon, 1975
- PROKOPIOS Z KAISAREIE, Válka s Góty, Praha, Odeon, 1985
- TACITUS, Publius Cornelius, Letopisy, Praha, Svoboda, 1975
- TACITUS, Publius Cornelius, Z dějin císařského Říma, Praha, Svoboda, 1976
- SUETONIUS TRANQUILLUS, Gaius, Životopisy dvanácti císařů: spolu se zlomky jeho spisu O význačných literátech, Praha, Svoboda, 1998. ISBN 80-902300-5-9
- ZÓSIMOS, Stesky posledního Římana, Praha, Odeon, 1983

#### Moderní
- GIARDINA, Andrea. Římský člověk a jeho svět. Praha: Vyšehrad, 2014. 312 s. (Člověk a jeho svět). ISBN 978-80-7429-072-5.
- BEDNAŘÍKOVÁ, Jarmila. Podzimní čas mocné říše. Brno: MOBA, 2004. 461 s. ISBN 80-243-1344-8.
- BURIAN, Jan, Římské impérium: vrchol a proměny antické civilizace, Praha, Svoboda, 1997. ISBN 80-205-0536-9
- ČEŠKA, Josef, Zánik antického světa, Praha, Vyšehrad, 2000. ISBN 80-7021-386-8
- Dahlheim, W.: U kolébky Evropy, Odkaz antického Říma, Vyšehrad, Praha, 2006.
- DAWSON, Christopher. Zrození Evropy: úvod do dějin evropské jednoty. Praha: Vyšehrad, 1994, ISBN 80-7021-114-8.
- Goldsworthy, A.: Armáda starého Říma, Slovart, Praha, 2010.
- GIBBON, Edward. Úpadek a pád římské říše. Praha: Levné knihy KMa, 2005. 380 s. ISBN 80-7309-189-5.
- GRANT, Michael. Dějiny antického Říma. Praha: BB art, 2006. 471 s. ISBN 80-7341-930-0.
- GRANT, Michael. Pád říše římské. Praha: BB art, 2010. 208 s. ISBN 978-80-7381-770-1.
- GRANT, Michael. Římští císařové : životopisy vládců císařského Říma v letech 31 př. Kr. - 476 po Kr. Praha: BB art, 2002. 387 s. ISBN 80-7257-731-X.
- HOŠEK, Radislav, MAREK, Václav, Řím Marka Aurelia, Praha, Mladá fronta, 1990. ISBN 80-204-0083-4
- CHRIST, Karl. Krize a zánik římské republiky. Praha: Vyšehrad, 2010. 424 s. ISBN 978-80-7429-029-9.
- PENROSE, Jane, Řím a jeho nepřátelé: říše stvořená a zničená válkou, Praha, Fighters Publications, 2007. ISBN 978-80-86977-10-2
- ZAMAROVSKÝ, Vojtěch. Dějiny psané Římem. 4. vyd. Bratislava: Perfekt, 2005. 267 s. ISBN 80-8046-297-6.